# Schmollerstraße 64 (Heilbronn)

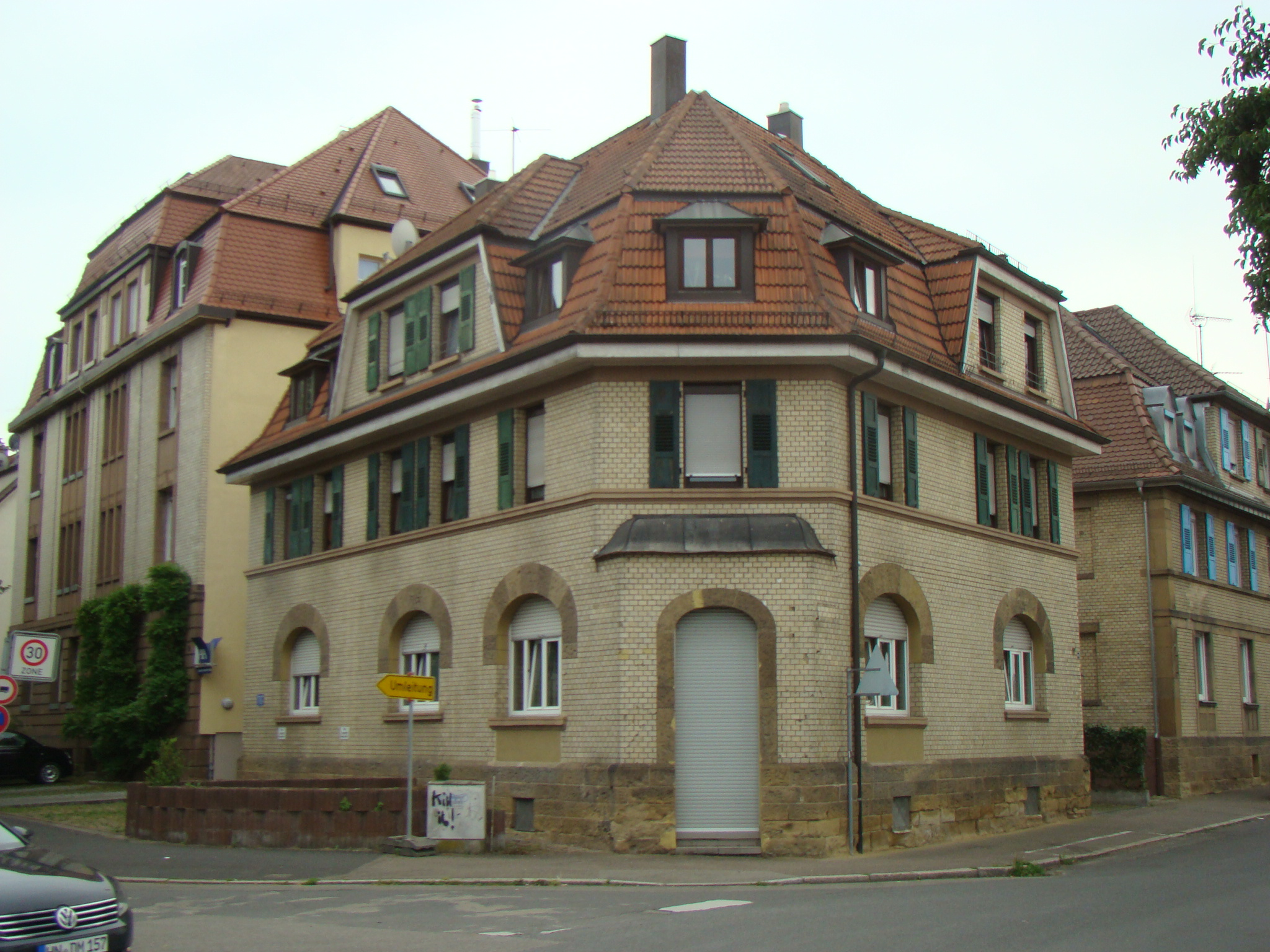
Schmollerstraße 64 in Heilbronn

Das Haus in der Schmollerstraße 64 in Heilbronn ist ein denkmalgeschütztes historisches Arbeiterwohnhaus beim ehemaligen Heilbronner Südbahnhof.

## Geschichte
Das zweieinhalbgeschossige Eckhaus wurde, wie die gesamte Bauzeile der Nummern 56 bis 64 in der Schmollerstraße, im Jahr 1913 von dem Bauunternehmer W. Schneider nach Plänen des Architekten Fr. Schneider als Arbeiterwohnhaus erbaut. Das Haus ist das Eckhaus zur Hohenstaufenstraße, wo sich weitere in originaler Sichtziegelbauweise erhaltene Gebäude anschließen. Im Erdgeschoss befand sich einst ein Ladengeschäft.